# Golemani, Veliko Tărnovo
Golemani (în bulgară Големани) este un sat în comuna Elena, regiunea Veliko Tărnovo,  Bulgaria. 

## Demografie
Componența etnică a satului Golemani
     Bulgari (100%)
     Nicio identificare (0%)
     Altele (0%)
La recensământul din 2011, populația satului Golemani era de 11 locuitori. Din punct de vedere etnic, toți locuitorii erau bulgari.